# NGC 2467
NGC 2467 е област на активно звездообразуване, разположена по посока на съзвездието Кърма. Тя обхваща обширни облаци от водород, в които се формират нови звезди. Дълго време NGC 2467 е смятана за ядрото на асоциацията Кърма I, но сега се приема, че тя не представлява обособен отворен звезден куп, а само видимо наслагване на няколко отделни малки купа, разположени на различно разстояние от Земята и имащи различни радиални скорости.
В центъра на областта е разположена звездата HD 64315 (масивна млада звезда от спектрален клас O6). Наблюдавани са два звездни купа, свързани с областта: Haffner 19 (H19) Haffner 18. H19 е компактен звезден куп, в който се наблюдава сфера на Щрьомген, източник на чиято йонизация е гореща звезда от класB0 V. Част от H18 е една много млада звезда − FM3060a, чиито процес на звездообразуване е завършил неотдавна и която все още не е изгубила газовата си обвивка. Възрастта на H19 е оценена на около 2 Myr (милиона години), а за възрастта на H18 има спор в литературата, като оценките клонят към 1 Myr. В наблюдателното поле се виждат други млади звезди, като HD 64568, чиято връзка със звездните купове е неясна.
Областта от йонизиран водород (H II област) на NGC 2467 е била обект на множество изследвания и наблюдения, целящи да разкрият подробности от процеса на звездообразуване. Нерешен въпрос в теорията на звездообразуването е дали образуването на звезди в такива области, най-вече на масивни (O или B) звезди, не задейства процеса на образуване на други звезди в областта.  При една от наблюдателните кампании на космическия телескоп Спицър, в областта са открити 45 млади звездни обекти или протозвезди (наблюдателна кампания проведена по време на „студената“ фаза на Спицър, т.е. когато запасите от течен хелий не са изразходени).  Откритите от Спицър млади звездни обекти са на границата на HII областта. Тясното разпределение на пространствените координати на тези обекти, както и корелацията на координатите им с йонизационните фронтове се разглеждат като доказателство за задействано звездообразуване. Новообразуваните звезди са концентрирани в област, където ударна вълна, предхождаща йонизационния фронт, компресира материята от газовия облак.
Разстоянията до H19, H18, и до мъглявината S311 (в която е разположена HD 64315) са около 6.4 kpc (20900 св. г.), 5.9 kpc (19200 ly), е 6.3 kpc (20500 ly), което означава, че се намират в ръкава Персей на Млечния път. Дълго време, в литературата има разминаване между кинематично определените разстояния до звездните купове и фотометрично определените разстояния. Предвид техните динамични характеристики, H19 и H18 образуват двоен звезден куп.